# 스트리스방 103
스트리스방 103 (Stridsvagn 103, Strv 103), 또는 S-탱크는 스웨덴의 주력전차였다. 이 전차는 전통을 벗어난 포탑이 없는 설계로 알려져 있는데, 주포를 조준하기 위해서는 전차 자체를 움직여야 한다. 그 결과, 차체가 매우 낮고 방어에 주안점을 두어 승무원의 방어 수준을 높인 설계가 되었다. S-탱크는 1970년대, 1980년대, 1990년대 전반에 이르기까지 스웨덴의 기갑 부대에서 주요 부분을 형성하였으나, 이후로는 레오파르트 2를 선호되어 임무로부터 제외되었다.

## 역사
제2차 세계 대전 이후에 미국을 중심으로 한 북대서양 조약 기구, 소련을 중심으로 한 바르샤바 조약 기구의 중앙에 위치해 있어 불안을 느낀 중립국인 스웨덴이 방어용으로 제작한 구축전차이다.
1950년대 중반, 스웨덴군은 기존의 센츄리온 전차를 대체할 새 전차의 도입안을 발표하였다. 센츄리온 전차는 당시 세계적으로 우수한 전차였지만, T-55와 같은 당시 소련의 전차와는 크게 차이나지 않아 앞지르기 위해서는 미래의 전차를 설계해야 했다. 또한 스웨덴과 이웃한 유럽 국가들과의 자연 환경이 달라 센츄리온 전차의 운용이 어려워지자, 방어용 전차를 새로 제작하기로 결정했다. 란즈베르크(Lansverk), 볼보(Volvo), 보포스(Bofors)의 컨소시엄이 155 mm 활강포를 장착한 새로운 중전차 설계를 코드명 'KRV'로 제안하였다. 하지만 가격이 너무 비싸다는 단점이 있었다.
스웨덴 군사 기관(Swedish Arms Administration)의 스벤 베르게(Sven Berge)는 1956년 코드네임 S의 대안을 제시하였다. 전투에서의 피격은 높이에 크게 영향받음을 주목하여, 새로운 설계는 가능한 한 낮아야 한다는 것이었다. 이를 위한 가장 실질적인 방법은 포탑을 없애는 것이었으며, 이는 또한 전차를 더 가볍고 단순하게 하였다. 어쨌든, 그 적수가 될 만한 T-72는 높이가 2.2 m 이고, 103 전차는 2.14 m였다. Strv 103 전차는 그 전체가 낮은 위치에서 포신을 내리고 올리는 데에 적합하였고, 적에게는 외견상 높이가 매우 낮아 보였다. 또한, 전차는 차체를 13 cm 낮출 수 있었다.. 또한 스트리스방-103 전차는 매우 납작하고, 전차병들이 전면 운전수, 포수, 후면 운전수로 이루어진 것이 특징이다.
이러한 방어적인 체계가 사용된 것은 S-전차가 처음이 아니었으며, 제2차 세계 대전에는 구축전차와 돌격포 같은 경우가 흔했다. 하지만, 전차의 역할로서는 재빨리 표적을 바꾸지 못한다는 것은 심각한 문제였다. 어쨌든, 야크트팬저 같은 구축전차는 상대적으로 싼 가격에 제작할 수 있었고, 방어적인 위치에서는 매우 효과적이었다. 베르게의 설계는 전자동 기어변속장치와 조향장치를 도입하여 이 문제를 해결하려 하였다. 전차는 포수의 통제하에 회전하고 기울어지는 것이다. 한국전쟁 때 전차 운용 결과, 위로 긴 것보다 좌우로 넗은 것이 더 잘 발견되지 않는다는 결과를 토대로 제작하였기 때문에, 최대한 낮춰서 제작하였다.
주포인 보포스 L/62(영국의 L7 105 mm 도 사용 가능)는 자동 장전장치를 장착할 수 있었다. 이 시대에는 대부분 4명이 탑승하였으나, S-전차는 장전수와 포수를 제외시켰다. 후면 조종수는 완벽하게 갖추어진 조종석에 뒷면을 향하고 있었다. 이로부터 전차는 전면 장갑을 적에게 향하고 전진과 같은 속도로 후진할 수 있었다. 지휘자와 포수/조종수는 모두 대포를 발사하고 전차를 조종할 수 있도록 동일한 시야를 갖고 통제가 가능했다. 또한, 전차는 두 개의 엔진으로 동력이 공급되었다. 순항과 조준을 위한 회전에는 240 hp 롤스로이스 K60 디젤 엔진, 고속 이동시에는 300 hp 보잉 502 터빈 엔진을 사용하였다.
이러한 개념은 충분한 관심을 끌었고, 보포스는 현가/구동장치의 원형 제작을 의뢰받아 성공적으로 완성하였다. 뒤따른 1958년의 계약으로 두 대의 원형이 1961년 완성되었다. 군대는 설계에 만족하여 1960년에 시작품으로 10대를 주문하였다. 작은 변경을 거쳐 S-전차는 Strv 103(10 cm포를 탑재한 3번째 전차라는 것에서 유래)로서 도입되었고, 1967년 ~ 1971년의 본격적인 생산으로 총 290대가 인도되었다. 변경된 내용에는, 7.62 mm FN 기관총과 새로운 자이로스태빌라이저가 장착된 지휘자의 포탑과 향상된 전방 장갑이었다. 또한 HEAT탄(성형작약탄)을 막기 위해 울타리가 추가되었으나, 여러 해 동안 기밀로 유지되었고, 전시에만 사용되는 것이었다. S-전차는 완전 수륙양용이었다. 20분 안에 부양용 칸막이가 상부 차체 주위에 세워질 수 있었고, 궤도는 수면에서 약 6 km/h로 전차를 이동시킬 수 있었다. 각 소대마다 1대의 전차는 전방 차체 아래에 날(blade)이 있어서 방호를 보강하기 위해 땅을 팔 수 있었다.
103 전차는 전투에 투입되지 않아 그 설계는 검증되지 않은 상태로 남았다. 디스커버리 채널의 '가장 위대한 전차(Greatest tanks ever)'에서는 S-전차를 6위로 평가하였다. 1967년, 노르웨이는 레오파르트 1과 2주간의 비교 관찰 테스트를 실시하였고, 해치를 닫았을 때 103 전차가 더 많은 표적을 찾아냈고, 레오파르트보다 더 빨리 사격하였다. 1968년의 4월 ~ 9월에 두 대의 103 전차가 보빙톤(Bovington)의 영국 기갑 학교에서 테스트되어 "S-전차의 포탑이 없는 발상은 포탑을 갖춘 전차보다 상당한 장점을 갖고 있다"고 보고하였다. 1975년의 미국 포트 녹스(Fort Knox)에서의 테스트에서는, 103 전차가 M60A1E3보다는 정확했고, 발사 속도는 0.5초 늦었다고 보고하였다.

## 개량형
- Strv 103B

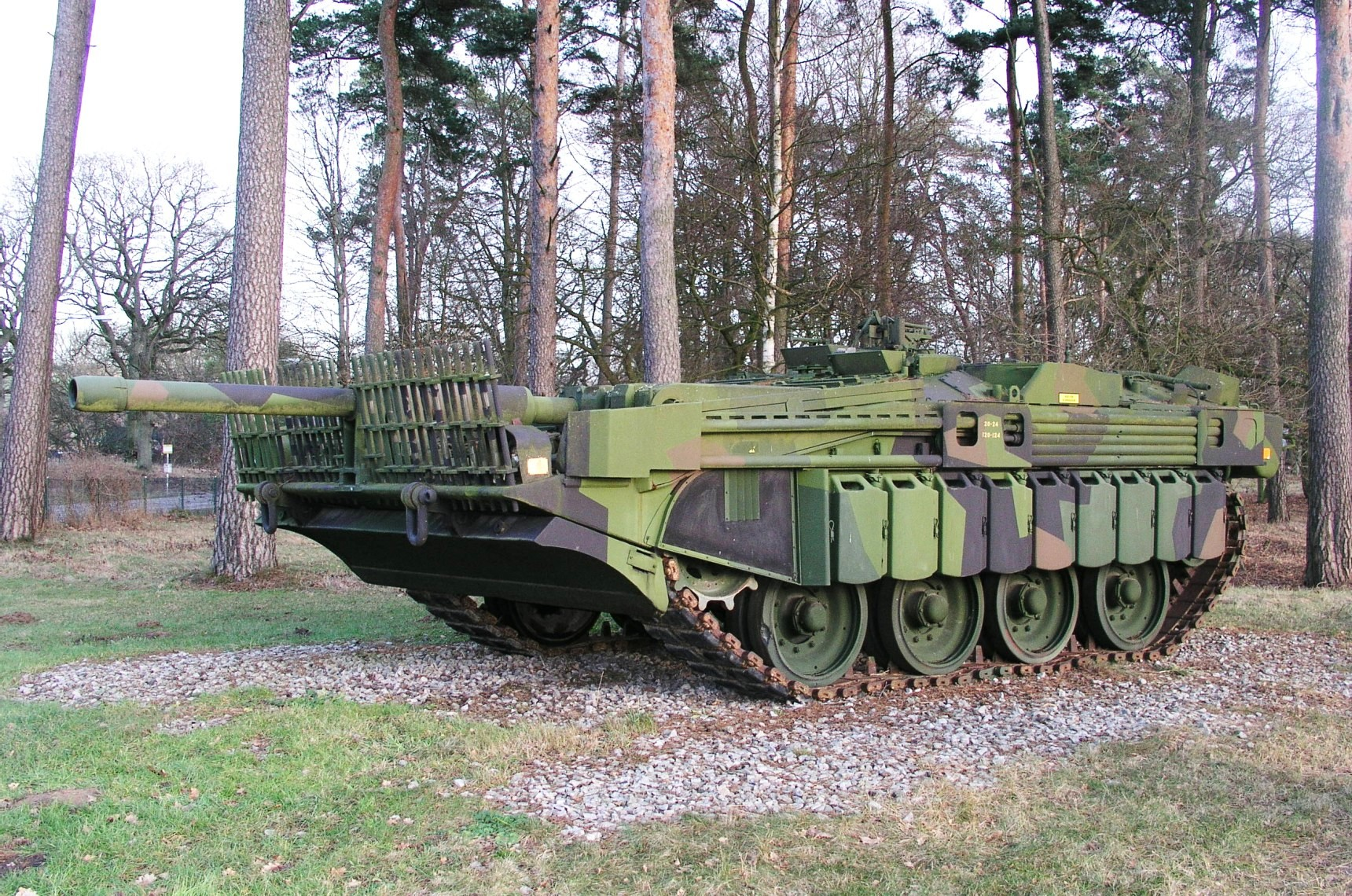
Strv. 103 C. 정면에 HEAT 방지용 울타리가 설치되어 있다.

Strv 103 전차는 시작품에 비해 중량이 늘어나 동력이 부족했다. 그래서, 80대가 생산된 이후로 동일한 가스 터빈이지만 보다 강력한 '캐터필라(Caterpillar)'에서 제조한 엔진이 장착된 형태인 B-표준으로 개량되었다.
- Strv 103C

1986년에는 모든 차량을 개량된 화력 통제 시스템에 맞추어 개량하기 위한 계획이 시작되었다. 1987년 ~ 1988년에는 롤스로이스 엔진을 새로운 290 마력(216 kW)의 디트로이트 디젤 엔진으로 교체하고, 레이저 거리측정기를 도입하였다. 1990년대에는 반응장갑(reactive armor)와 추가 장갑판을 더하려는 시도가 있었으나, S-전차는 1997년 이후로 도입되기 시작한 결국 레오파르트 2의 선호로 일선에서 물러나게 되었다. S-전차가 전차병의 교육을 위해 마지막으로 쓰인 것은 1997년이었다.
- Strv 103D

1990년대 중반, 스웨덴 육군의 새로운 주력전차의 교육에 사용하기 위해 103C형에 약간의 개량이 있었다. Strv 103D는 한 가지 원형만 제작되었는데, 화력통제 컴퓨터, 야간 또는 악천후에서의 작전을 위한 사수와 지휘자의 적외선 관측 장치, 주행을 위한 수동 광증폭 장치가 추가되었고, 현가장치와 엔진에 약간의 변경이 있었다.
103D 전차는 새로운 주력전차의 시험기간 동안 사용되었다. 수 년간은 무선으로 조종되기도 하였다. 이 전차는 몇 대의 103C형과 함께 Axvall 기갑 박물관에 전시되고 있는데, 이들은 여전히 가동 가능한 상태이다.

## 같이 보기
- CODAG
- VT 전차